# Etienne Aigner AG

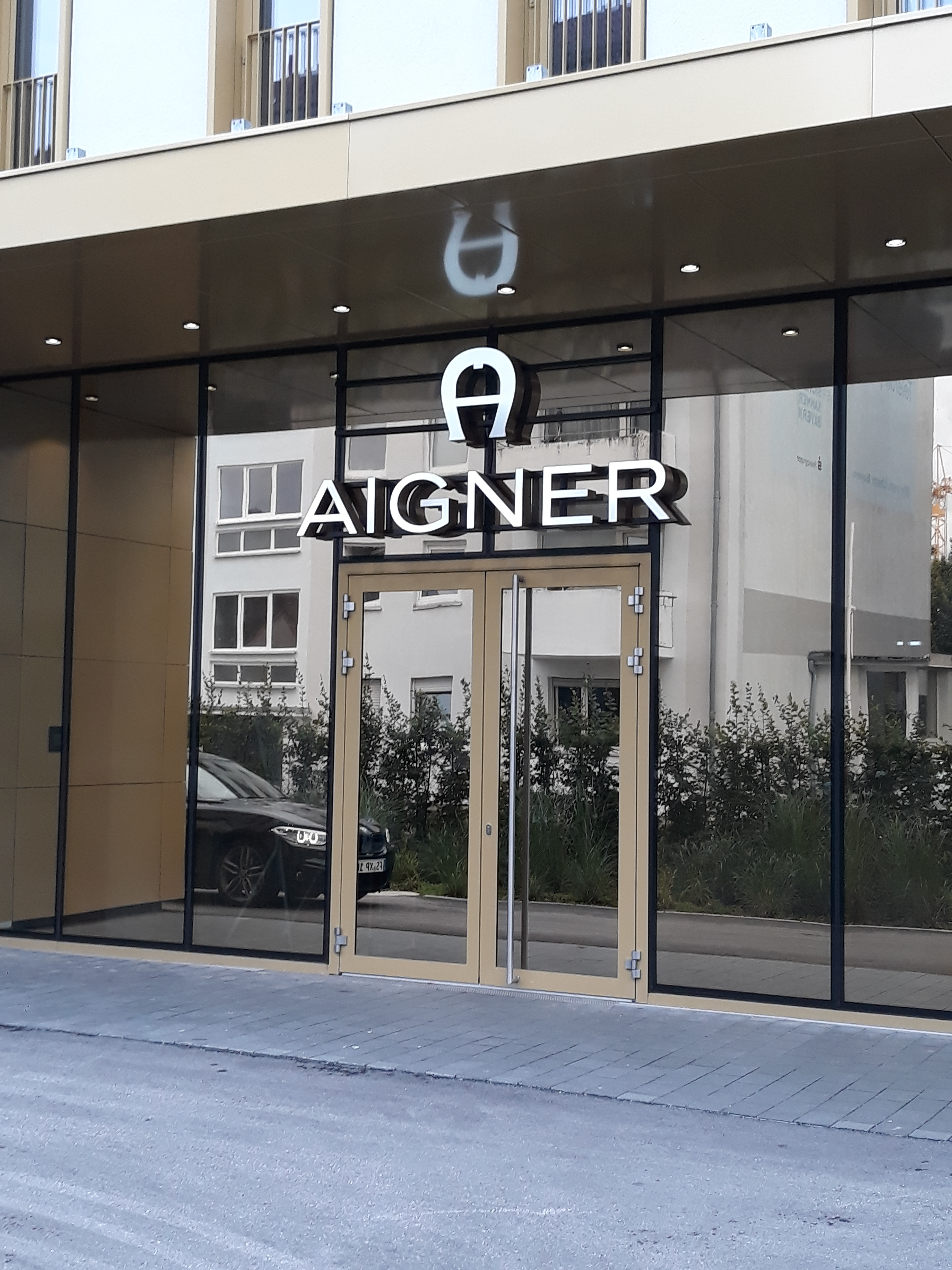
Eingang zur neuen Unternehmenszentrale in München-Obersendling

Die Etienne Aigner AG mit Hauptsitz in München ist ein deutscher Hersteller von exklusiven Lederwaren wie Handtaschen, Gepäck, Gürteln, Geldbörsen sowie Lederaccessoires für Damen und Herren. In Lizenz werden unter dem Namen Aigner auch hochpreisige Bekleidung für Damen und Herren, Schuhe, Uhren, Schmuck, Brillen und Parfüm angeboten.
Das Unternehmen wurde 1965 als Etienne Aigner GmbH in München gegründet, nachdem von einem deutschen Geschäftsmann eine Lizenzvereinbarung für den weltweiten Markt – außer USA und Kanada – mit dem damals in New York City ansässigen, ungarisch-US-amerikanischen Mode- und Accessoires-Designer Etienne Aigner getroffen worden war. In den USA besteht unabhängig davon seit 1950 die Etienne Aigner, Inc. mit Sitz in New York, welche die Lizenzrechte an dem Namen Aigner für den nordamerikanischen Markt hält.

## Geschichte

### Etienne Aigner
In den 1930er Jahren entdeckte der ungarische Buchbinder Etienne Aigner (* 1904; † 2000) seine Liebe zum Leder und gestaltete daraufhin in Paris für mehrere Haute-Couture-Häuser Taschenkollektionen. Nachdem er damit in Frankreich bekannt geworden war, entwarf er u. a. für Christian Dior und Hermès Ledertaschen und -gürtel. 1950 wurde in New York City die Etienne Aigner, Inc. gegründet, und Aigner stellte ab den folgenden Jahren Kollektionen unter seinem eigenen Namen vor. Das Monogramm, in Form eines Hufeisens umgesetzt, entstand aus dem Anfangsbuchstaben des Namens Aigner. 1959 wurde der erste Etienne-Aigner-Showroom in Manhattan eröffnet. Aigner sah von Anfang an die neureiche Gesellschaft und den amerikanischen Jetset als seine Kundschaft.

### Europäische Niederlassung
Im Jahre 1965 verkaufte Etienne Aigner den Namen „Aigner“ samt Logo und allen Rechten für den weltweiten Markt – mit Ausnahme von Nordamerika – in Lizenz an den Münchener Handelsvertreter Heiner Rankl (1921–1995) aus Landsberg am Lech, der die Etienne Aigner GmbH & Co. Leathergoods KG in München gründete. Rankl hatte die Marke 1962 in Kanada entdeckt und in den 1960er Jahren mit dem Import von Etienne Aigner-Ware begonnen, nach dem Erwerb der Lizenz die Produkte allerdings in Abstimmung mit Etienne Aigner selbst für den europäischen Markt modifiziert. Die Markenrechte für Europa, Asien, Afrika und Australien liegen seither bei der Etienne Aigner AG aus München, während die Markenrechte für den amerikanischen Kontinent bei Etienne Aigner, Inc. aus New York liegen. Etienne Aigner selbst hatte 1967 die Etienne Aigner, Inc. an US-amerikanische Investoren (Jonathan Logan) verkauft. Die beiden Marken unterscheiden sich in der Positionierung, durch das Design und im Preisgefüge. Die amerikanische Division wurde 2011 von australischen Investoren aufgekauft, wodurch auch das Produktsortiment der Etienne Aigner, Inc. in Preis und Design aufgewertet wurde.
1972 folgte auf Initiative der deutschen Aigner-Sparte die Gründung der Etienne Aigner Italy S.r.l. mit Sitz in Mailand, die für die Lederproduktion zuständig ist, sowie eine Ausweitung der Produktpalette auf Gepäck und Schuhe. 1973 wurde die Marke internationalisiert und ein Franchise-System mit Ladengeschäften eingeführt. 1974 wurden Mode-Accessoires wie Tücher und Krawatten eingeführt. Im gleichen Jahr gründete das Unternehmen den Etienne Aigner Renntag („The Royal Ascot in Munich“), ein jährliches Sport-Ereignis mit karitativem Charakter. Zu Gast waren u. a. Uschi Glas, Pierre Brice und Gina Lollobrigida sowie der Rennfahrer Clay Regazzoni, der von Aigner gesponsert wurde. 1975 wurde ein Jahresumsatz von 40 Millionen DM erreicht. 1975 begann mit dem Duft „Etienne Aigner No. 1“ der Einstieg in den Kosmetik-Markt. 1978 präsentierte Aigner die erste Modekollektion „für sportliche Eleganz bei Damen und Herren“. 1979 wurde das Unternehmen in eine Aktiengesellschaft umgewandelt. 1980 wurden Umsätze in Höhe von 103 Millionen DM erzielt, 1984 waren es 183 Millionen DM. 1982 startete Aigner mit Uhren und Modeschmuck.

### Aigner als Aktiengesellschaft
In den Jahren 1981 und 1983 kauften die Düsseldorfer Unternehmer-Brüder Wolfgang and Reinhard Rauball dem Gründer Rankl die Aktienmehrheit von über 60 % am Unternehmen ab. Aigner ging 1983 mit einem Aktienkurs von 245 DM in Deutschland an die Börse und platzierte 45 % der Anteile am Markt. Mitte der 1980er erwirtschaftete Aigner allerdings aufgrund von Logistik- und EDV-Problemen, steigenden Fertigungskosten und Problemen mit dem Kosmetik-Geschäft hohe Verluste (13 Millionen Mark Verlust 1985), und der Konzernvorstand zog kurzzeitig einen Verkauf des Unternehmens an Kaufhof in Betracht.

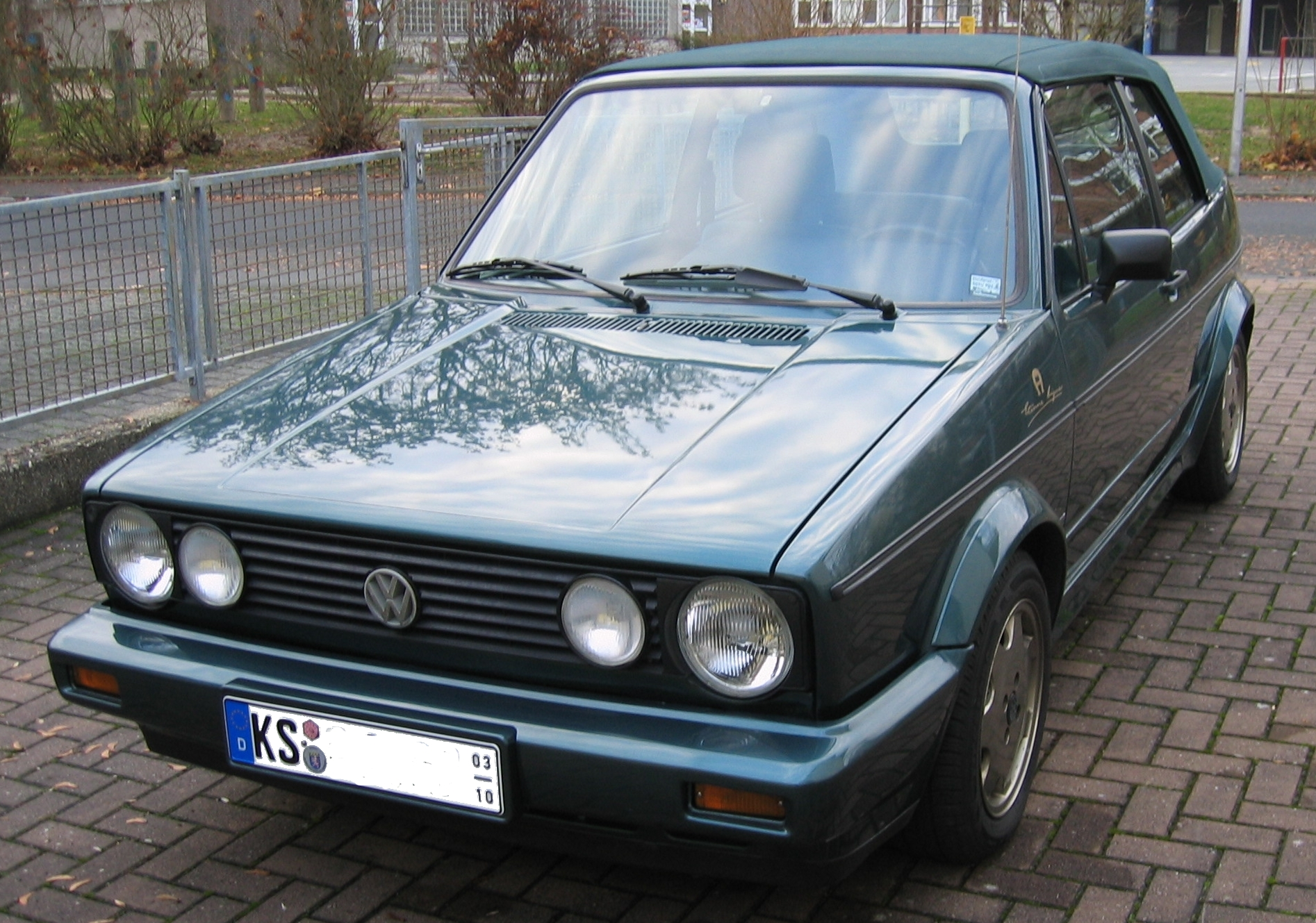
VW Golf II, Sonderedition Etienne Aigner von 1990

1987 erfolgte eine Lizenzvergabe für Brillen. 1988 wurde die Lizenz für Parfüm und Kosmetik an die amerikanische Fabergé-Gruppe (Elizabeth Arden) verkauft. Heute liegt die Lizenz bei dem spanischen Parfümhersteller Puig. Damenmode und Herrenbekleidung wurden 1990 in Lizenz vergeben. Die Lizenz für Damenmode hielt bis 2012 die italienische Sabatini SpA aus Pecoli bei Pisa (nachdem sie zuvor an Gerry Weber und kurzzeitig an die inzwischen insolvente Mariella Burani Group vergeben worden war), die Lizenz für die Herrenbekleidung lag ab 1993 bei Dressler/bugatti. Bereits 1975 erfolgte die Einführung des Parfüms „Etienne Aigner No. 1“ Eau de Cologne für Männer. Seither sind zahlreiche Aigner-Düfte für Damen und Herren erschienen. 1990 gab es eine „Etienne Aigner“ Sonderedition des Volkswagen Golf.

### Wechselhafte Jahre
1989 waren durch Aktienaufkäufe, unter anderem die Anteile der Rauball-Brüder, insgesamt 85 % der Aktienanteile an der Etienne Aigner AG in den Besitz von Evi Brandl gelangt, Vorsitzende der Metzgerei-Kette Vinzenzmurr. Dies wurde allerdings erst Anfang der 1990er Jahre bekannt, da Brandl über eine Investmentfirma (VVB Vermögenstreuhand GmbH) agiert hatte. Aigner führte 1994 eine neue Corporate Identity ein und vollzog ab Ende der 1990er Jahre eine massive Verjüngungskur der eigenen Produkte, um die Zielgruppe von einer wohlhabenden, älteren Dame in eine erfolgreiche, junge Frau zu verändern. Nach anfänglichen Erfolgen gingen Mitte der 1990er Jahre die Umsätze bei Aigner, die damals bei umgerechnet 70 Millionen Euro lagen, dennoch zurück und 1998 rutschte das Unternehmen, auch im Zuge der Asienkrise, in die Verlustzone. Brandl erreichte Ende 2004 durch ein Abfindungsangebot an die übrigen Aktionäre die nötige Aktienmehrheit (fast 95 %), um das Unternehmen Aigner von der Börse zu nehmen. Das Delisting der Aktie erfolgte im Dezember 2004.
Im Jahr 2000 waren weltweit 36 neue Aigner-Ladengeschäfte zum Franchise-Netzwerk hinzugekommen. In Tokio öffnete in der Ginza ein Aigner-Geschäft seine Tore. Von 2000 bis 2008 war der deutsche Mode- und Accessoire-Designer sowie spätere Professor für Modedesign Johann Stockhammer Kreativdirektor bei Aigner. 2001 vergab Aigner die Uhren-Lizenz an pe.timedesign aus Pforzheim, die bis heute gültig ist. Der Umsatz im Jahr 2001 belief sich auf 72,2 Millionen Euro, bei einem Jahresüberschuss von 1,3 Millionen Euro. Zu dieser Zeit existierten weltweit ca. 130 Aigner-Lageschäfte sowie 600 Aigner-Outlets. 2002 wurde ein Flagshipstore in München eröffnet. Die Belegschaft der Etienne Aigner AG umfasste in Deutschland und Italien ca. 140 Mitarbeiter. 2002 für die Saison 2003 erfolgte unter Stockhammers kreativer Leitung das Debüt auf der Mailänder Modewoche (bis heute dort mit einer Damenmodenschau vertreten) und das Terminal 2 am Flughafen München bekam einen neuen Aigner-Shop. Der Jahresumsatz 2003 betrug 56 Millionen Euro bei einem Verlust von 6,1 Millionen Euro. 2004 wurden die italienische Sabatini S. p. A. neuer Lizenzpartner für Damenmode, Nigura Düsseldorf für Brillen und pe.timedesign für Schmuck und Schreibgeräte. Aufgrund von massiven Nachfragerückgängen und Verlusten Anfang der 2000er Jahre mussten bei Aigner die Logistikkette ausgelagert, ein Warenlager bei München aufgegeben und ein Drittel der Belegschaft entlassen werden. Der Jahresumsatz 2004 lag bei 54 Millionen Euro, bei einem Verlust von 1,9 Millionen Euro. 2005 gab es in Deutschland, Österreich und der Schweiz insgesamt 28 Aigner-Geschäfte, wovon acht dem Unternehmen selbst gehörten. 2006 gab es mit 1,7 Millionen Euro ein positives Ergebnis, und 2009 wurde nach weiteren Verlustrückschlägen mit einem Konzerngewinn von 86.000 Euro wieder die Gewinnzone erreicht. 2006 folgte die Einführung einer Echtschmuck-Kollektion in Sterlingsilber. Auf Kreativdirektor Stockhammer folgte von 2008 freiberuflich der deutsch-rumänische Modeschöpfer Udo Edling. Edling wurde 2010 durch Christian Beck ersetzt, der schon seit 2008 als Designer für Aigner gearbeitet hatte und zuvor bei EganaGoldpfeil angestellt war.
In den 2000er Jahren hatte das Münchner Unternehmen immer wieder vergebens versucht, die nordamerikanische Lizenz zu erwerben, um den dortigen Markt erschließen zu können und eine Kannibalisierung der eigenen Marke durch die Waren der US-amerikanischen Lizenznehmer zu verhindern. Nur für den Inselstaat Hawaii konnten die Rechte Anfang der 2000er Jahre, allerdings wenig lukrativ, von Etienne Aigner, Inc. abgekauft werden.

### Aigner heute
Ab Ende der 2000er Jahre erschloss Aigner mit den Lederwaren auch das gehobene Mittelpreissegment, während man sich vorher ausschließlich auf die obere Preisklasse konzentriert hatte. Die Produktion der Lederwaren, bspw. die 80.000 jährlich verkauften Taschen, findet nach wie vor hauptsächlich in Italien, zu einem Teil aber auch in Spanien, Tschechien und der Türkei statt. Nicht-Lederprodukte außer Bekleidung werden in Asien gefertigt. Die Etienne Aigner (Italy) S.r.l. hat ihren Firmensitz mittlerweile in Bozen. Die stilistische Ausrichtung der Lizenzprodukte erfolgt durch die Lizenznehmer und nicht mehr durch die Etienne Aigner AG mit ihren 135 Mitarbeitern (Stand 2010). Der Jahresmarkenumsatz 2010 lag bei 64 Millionen Euro, bei einem Jahresüberschuss von 600.000 Euro. Der Eigenumsatz im Geschäftsjahr 2012 lag bei knapp 34 Millionen Euro, wovon etwas weniger als die Hälfte auf dem deutschen Markt generiert wurde. Mit Lizenzen konnten zusätzliche 21,3 Millionen Euro erwirtschaftet werden. Der Jahresüberschuss betrug 3 Millionen Euro.
2012 wurde die Aigner-Lizenz für Damenmode an das Passauer Unternehmen Trixi Schober vergeben. 2013 wurde die Herrenmodelizenz bei Dressler gekündigt und an Van Laack aus Mönchengladbach sowie Koenig Leatherwear aus Wiesbaden vergeben. Zum Sortiment kamen 2014 außerdem Kindermode (Lizenz an Püttmann, Paderborn) und Schuhe (Shoe Mission International, Tutzing) hinzu.
2010 gab es in Deutschland elf eigene Aigner-Ladengeschäfte sowie sechs Aigner-Outlets. Hinzu kamen fünf Franchise-Geschäfte. 2007 hatte es weltweit ca. 140 Aigner-Ladengeschäfte gegeben, 2011 waren es noch ca. 90. Die Marke ist mit um die 450 sonstigen Verkaufsstellen weltweit in fast 50 Ländern vertreten, wobei 50 % des Umsatzes in den deutschsprachigen Ländern generiert wird. 2011 wurde ein Onlineshop auf der eigenen Webseite lanciert.
2019 zog die Aigner-Zentrale innerhalb Münchens um, von Sendling-Westpark nach Obersendling in die Zielstattstraße.
2022 wurden die Markenrechte für Süd- und Nordamerika erworben.

## Image und Design
Die Etienne Aigner AG beschreibt sich als eine deutsche Marke mit italienischer Seele. Deutsche Präzision soll mit toskanischer Tradition verbunden werden, das Haus lässt seine Waren überwiegend in Italien produzieren. Das Design für die Lederwaren und Fashion-Accessoires entsteht in München, das Design für die Damenmode in Florenz. Aigner-Produkte sind bekannt für ihre kräftigen Farben. So wurde das „Antic Rot“ zu einem Erkennungszeichen der Marke. Mit dieser „Signalfarbe“ will Aigner eine Hommage an den toskanischen Rotwein Chianti Classico setzen.